# Premi Cavall Verd
Els Premis Cavall Verd són uns premis que atorga l'Associació d'Escriptors en Llengua Catalana de les Illes, a obra publicada, i que premien poesia en llengua catalana, ja sigui original o traduïda.
D'una banda, el Premi Rafel Jaume es dona a la millor traducció poètica publicada en català durant l'any anterior des de 1984, mentre que el Premi Josep Maria Llompart al millor recull poètic en català des de 1985. Els premis no tenen dotació econòmica però se situen entre els més prestigiosos de l'àmbit lingüístic català.
Les següents llistes mostren els guardonats en les diferents categories.

## Premi Rafel Jaume de traducció poètica
- 1984: Joan Perucho per Quadern d'Albinyana.
- 1985: Marià Villangómez per Isabel o el test de l'alfàbrega de John Keats
- 1986: Xavier Benguerel
- 1987: Marià Manent i Maria Dolors Folch per Vell país natal de Wang Wei
- 1988: Eduard J. Verger per Poemes / Versek d'Attila József
- 1989: Joan Navarro i Octavi Monsonís per Ossos de sípia d'Eugenio Montale
- 1990: Ponç Pons per Quatre poetes portuguesos
- 1991: Feliu Formosa
- 1992: Josep Maria Jaumà per D'amor. Trenta poemes de Robert Graves
- 1993: Rubèn Montanyès per To Àxion d'Odisseus Elitis
- 1994: Jordi Llovet per La mort d'Empèdocles de Friedrich Hölderlin
- 1995: Xulio Ricardo Trigo i Júlia Cortés per Foc Blanc de Xosé Maria Álvarez Cáccamo
- 1996: Miquel Desclot per Per tot coixí les herbes (versions de la lírica japonesa)
- 1997: Jordi Parramon per Les metamorfosis d'Ovidi
- 1998: Narcís Comadira per Digue'm la veritat sobre l'amor de W.H. Auden
- 1999: Robert Caner-Liese per Fragments de Novalis
- 2000: Jordi Llovet per L'arxipèlag i Les Elegies de Friedrich Hölderlin
- 2001: Francesc Parcerisas per Un esborrany de XXX Cantos d'Ezra Pound
- 2002: Manel Forcano per Clavats a la carn del món d'Iehuda Amikhai
- 2003: Salvador Oliva per Sonets de William Shakespeare
- 2004: Jordi Cornudella per Maleïdes les guerres
- 2005: Narcís Comadira per Cants de Giacomo Leopardi
- 2006: Ricard Ripoll per Els cants de Maldoror del Comte de Lautréamont
- 2007: Montserrat Abelló per Sóc vertical. Obra poètica 1960-1963 de Sylvia Plath
- 2008: Susanna Rafart i Eduard Escoffet per Obra poètica de Salvatore Quasimodo
- 2009: Antoni Xumet per Ofici de paciència d'Eugénio de Andrade
- 2010: Maties Tugores per Complanta dels captaires àrabs de la Casbah i de la petita Jasmina morta pel seu pare d'Ismaël Aït Djafer
- 2011: Josep-Antoni Ysern per Udols d'un llop de paper, antologia de l'obra de Tadeusz Różewicz
- 2012: Antoni Clapés i Flaqué per Tomba de Lou de Denise Desautels
- 2013: Gemma Gorga per Vint esmorzars cap a la mort de Dilip Chitre
- 2014: Xavier Montoliu i Corina Oproae per Per entre els dies (antologia poètica) de Marin Sorescu
- 2015: Jaume C. Pons Alorda per Fulles d'herba de Walt Whitman
- 2016: Josep Maria Jaumà per Irlanda Indòmita. 150 poemes de W.B. Yeats
- 2017: Miquel Desclot pel Cançoner de Francesco Petrarca
- 2018: Jordi Mas López per Tres veus lligades a Minase, de Sōgi, Shōhaku i Sōchō
- 2019: Ainara Munt Ojanguren per És morta la poesia? de Joseba Sarrionandia[4]
- 2020: Margarida Castells per Jo soc vosaltres. Sis poetes de Síria de Raed Wahesh, Rasha Omran, Talal Bu Khadar, Abdul·lah Al-Hariri, Nisrín Akram Khouri i Wael Saadeddín a cura de Mohamad Bitari[5]
- 2021: Jaume C. Pons Alorda per El preludi de William Wordsworth[6]
- 2022: Nora Albert per Buidor d'amor, d'Alda Merini[7]
- 2023: Eloi Creus per I desitjo i cremo de Safo[8]

## Premi Josep Maria Llompart de poesia
- 1985: Joan Vinyoli per Passeig d'aniversari
- 1986: Miquel Bauçà per Marsala
- 1987: Feliu Formosa per Semblança
- 1988: Josep M. Sala Valldaura per En aquest dau del foc
- 1989: Pere Gimferrer
- 1990: Joan Teixidor
- 1991: Vicent Andrés Estellés
- 1992: Jaume Pomar i Llambias per Les quatre estacions
- 1993: Antoni Vidal Ferrando per Calvari
- 1994: Enric Sòria per Compàs d'espera
- 1995: Miquel Martí i Pol per Un hivern plàcid
- 1996: Ponç Pons per Estigma
- 1997: Ramon Bach per L'ocell imperfecte
- 1998: Antoni Marí per El desert
- 1999: Bartomeu Fiol per Cave carmina, cape canes
- 2000: Enric Sòria per L'instant etern
- 2001: Gaspar Jaén i Urban per Pòntiques
- 2002: Jordi Pàmias per Narcís i l'altre
- 2003: Montserrat Abelló per Al cor de les paraules. Obra poètica 1963-2002.
- 2004: Ponç Pons per Pessoanes
- 2005: Margarita Ballester per Entre dues espases
- 2006: Susanna Rafart per Baies
- 2007: Hilari de Cara per Absalom
- 2008: Joan Margarit per Casa de Misericòrdia
- 2009: Miquel Cardell per Les terrasses d'Avalon
- 2010: Antoni Clapés per La llum i el no-res
- 2011: Antoni Marí per Han vingut uns amics
- 2012: Francesc Garriga per Ragtime
- 2013: Txema Martínez per Dol
- 2014: Jordi Larios per Rendezvous
- 2015: Marc Romera per La nosa
- 2016: Màrius Sampere per L'esfera insomne
- 2017: Lluís Solà per Poesia completa
- 2018: Antònia Vicens per Tots els cavalls
- 2019: Jaume Coll Mariné per Un arbre molt alt[4]
- 2020: Anna Gas per Llengua d'àntrax[5]
- 2021: Mireia Calafell per Nosaltres, qui[6]
- 2022: Susanna Rafart per D'una sola branca[7]
- 2023: Rosa Font per Temps d'el·lipsi[8]

## Premi Blai Bonet
- 1998: Julià de Jòdar per L'àngel de la segona mort
- 1999: Imma Monsó per Com unes vacances
- 2000: Maria Barbal per Carrer Bolívia

## Premi Jaume Vidal Alcover
- 1998: Carles Alberola per Mandíbula afilada
- 1999: Marià Villangómez per Les germanes captives
- 2000: Rodolf Sirera per Punt de fuga